# Ljubezen v Parizu
Ljubezen v Parizu je ljubezenski roman slovenskega pisatelja Silvestra Vogrinca. Knjiga je izšla leta 2016 (COBISS)

## Snov in motiv
Ljubezen v Parizu opisuje ljubezensko zgodbo med slovenskim univerzitetnim profesorjem zrelih let, ki je obenem pisatelj ter mlado francosko študentko, znano manekenko, ki goji pisateljske ambicije. Roman razkriva pariški svet intelektualcev, visoke mode, bogatašev, priseljencev in brezdomcev z začetka 21. stoletja. Pisatelj predstavi številne pariške romantične kotičke, dogodke in mestne značilnosti, kot so večerja na Eifflovem stolpu, prisega na mostu ljubezni, literarni večer v knjigarni Shakespeare and Co., druženje pisateljev v Brasserie Lippu, kabare v Moulen Rougeu, modno revijo Ellie Saaba idr.

## Vsebina
Miha Leben je gostujoči predavatelj na Sorboni. V Pariz se preseli, ker išče nov navdih za pisateljsko ustvarjanje. Od njegovega zadnjega romana je minilo že vrsto let. S kolegi pisatelji in umetniki se sestaja v kavarni Braserie Lipp na znamenitem bulvarju St-Germain. Založnik pričakuje, da bo kmalu prinesel roman za objavo, vendar Miho še vedno pesti pisateljska blokada. Usodno srečanje z lepo, mlado študentko in manekenko Sabino končno vnese nov polet v njegovo življenje. Med njima se razvije nežna in strastna romanca, pesem Je t'aime … moi non plus pa postane oda njune ljubezni. Toda Sabino mučijo sence preteklosti, predvsem tragični dogodek iz mladosti povezan z njeno sestro dvojčico. Prav tako se izkaže, da dekle prikriva svojo identiteto, čeprav ne brez razloga. Ko Miha spozna resnico, se mora odločiti ali bo vstopil v Sabinin svet, ali pa se bo odrekel ljubezni.